# Embajador representante permanente de España ante las Naciones Unidas
El embajador representante permanente de España ante las Naciones Unidas es un funcionario del Gobierno de España perteneciente a la carrera diplomática que representa al Reino de España ante la Organización de las Naciones Unidas (ONU) con sede en la ciudad de Nueva York, Estados Unidos. Esta representación permanente, a diferencia de la representación permanente de España ante la Unión Europea, no tiene legislación propia y se regula por la normativa general de misiones diplomáticas, por el derecho internacional y por el derecho interno de la ONU.
El Representación Permanente, orgánica y funcionalmente dependiente del Ministerio de Asuntos Exteriores, representa al conjunto de la Administración del Estado, ejerce la jefatura superior de todo el personal de la Misión o Representación, dirige la misma y coordina la Acción Exterior y el Servicio Exterior del Estado en la ONU.
Las Naciones Unidas poseen diversas sedes en diversos países. No debe confundirse este cargo con el de embajador representante permanente de España ante la Oficina de las Naciones Unidas y los Organismos Internacionales con sede en Viena y el embajador representante permanente de España ante la Oficina de las Naciones Unidas y los Organismos Internacionales con sede en Ginebra.

## Origen
La Representación Permanente de España ante las Naciones Unidas se aprobó en el Consejo de Ministros de 23 de diciembre de 1955, siendo vigente desde su publicación del 1 de enero del año siguiente. Esta representación asumía la representación de España en la sede de la Organización de las Naciones Unidas en Nueva York y todos sus órganos, como consecuencia de la entrada del país en la organización el 14 de diciembre de 1955.

## Representación Permanente
La Representación Permanente de España ante las Naciones Unidas es el órgano del Servicio Exterior encargado de representar a España ante la organización así como defender sus intereses y los de sus ciudadanos. También es el órgano encargado de desarrollar las relaciones internacionales con dicha organización, hacer las negociaciones necesarias y cooperar con el Servicio Europeo de Acción Exterior para la promoción y defensa de los intereses de la Unión.
La Representación Permanente está formada por el embajador representante permanente, el embajador representante permanente adjunto y la Cancillería. Además, también está formada por Consejerías, Agregadurías, Oficinas sectoriales, Oficinas Económicas y Comerciales, Oficinas Técnicas de Cooperación, Centros Culturales, Centros de Formación de la Cooperación Española, así como el Instituto Cervantes y, en su caso, la Sección de Servicios Comunes.
Trabaja en estrecha colaboración con la Secretaría de Estado de Asuntos Exteriores y la Dirección General de Naciones Unidas y Derechos Humanos.

## Embajadores
Para ver todos los embajadores, véase Anexo:Representantes permanentes de España ante las Naciones Unidas.
Desde el 5 de diciembre de 2023, el actual embajador representante permanente de España ante las Naciones Unidas es Héctor Gómez Hernández , quien previamente ejerció en el año 2023 como Ministro de Industria, Comercio y Turismo.